# Велика синагога у Ријеци
Велика синагога у Ријеци саграђена 1903. године на раскрсници Цамбиериеве, Капуцинског трга и улице Заград у центру Ријеке, била је намењена тадашњој јеврејској заједници у Ријеци која је почетком 20. века имала 2.500 парохијана.
Немци, заједно са усташама, су након капитулације Италије девастирали синагогу 1944. године.

## Историја
Први помени Јевраја у Истри и Ријеци датирају из 1436. године. Били су то углавном трговци, који су живели  на подручју Ziecha или Zudecca, односно Giudecca у Старом граду, у западном делу данашњег Клобучарићевог трга, на месту школе Никола Тесла. Најстарији јеврејски досељеници, Marchigiani, стигли су из италијанске покрајине Marchе.
Након изгона из Шпаније у 15. веку, у Ријеку све више долазе Јевреји са овог простора. Нешто касније за њима долазе и Јевреји из Аустрије, Италије и Трста, који се највише досељавају између 1835. и 1850. У време угарске владавине (1868-1918) био је већи прилив мађарских Јевреја, као службеника и чиновника.
Због појаве нацизма 1930-тих година, Јевреји масовно напуштају Ријеку а почев од 1933. године све више се исељавају у Сједињене Америчке Државе, Енглеску и Палестину.
У предвечерје Другог светског рата у Ријечкој провинцији пописано је 1938. године 1.783 Јевреја. На подручју Сушака и Хрватскога приморја било је уочи Другога светског рата приближно 150 Јевреја, а синагога је била молитвени дом у изнајмљеном стану. Након што је италијанска војска окупирала Сушак у априлу 1941. године пописана су само 92 сушачка Јевреја.
Сефардска општина у Ријеци основана је 1781. године, у кући Исака Михаела Пенса, који је био родом из Сплита. Овај молитвени дом основан 27. септембра 1779. године, данас се сматра најстаријим познатим јеврејским молитвени храмом у Ријеци.
У кући Целебрини била је уређен привремени молитвени дом 1836. године, да би годину дана касније  Mozes Saul ha-Levi даровао Јеврејској општини властиту троспратну кућу, у Старом граду у Улици Calle del Tempio, данашњој Улици Јанеза Трдине, да у њој оснују синагогу. Исте године спољашњост и унутрашњост ове куће преуређена је по нацртима градског архитекта Адама Олфа (који је, међу осталим, украшавао и прочеље Зборне цркве Узнесења Маријина или Коси торањ). Та се синагога налазила се у Старом граду у данашњој Улица Јанеза Трдине.

## Велика ријечка синагога
Велика синагога својим габаритима требало је да одговори верским потребама све више растућег броја досељених мађарских Јевреја за време угарске управе Ријеком, у другој половини 19. века, када је у Ријеци нпр. крајем 1890-тих живело око 2.500 Јевреја.
Током 1890-тих у јеку ријечког градитељског замаха у свим областима, почеле су и припреме за подизање Велике ријечке синагоге. Новчани допринос дао је и гувернер L. Szápáry  (који је службовао у Ријеци од 23. јануара 1897. до 2. августа 1903. године), а Град је поклонио земљиште. Архитекта је био Lipóta Baumhorna (1860-1932.) у то доба вероватно најпознатији мађарски пројектант синагога.
Грађевинска дозвола издата је од ријечких власти 8. новембра 1902. године, а у јануару 1903. године је започела градња, коју је водио инг. Carlo Conigh.
Велика синагога је свечано отворена 22. новембра 1903. године на Рош Хашану, јеврејску Нову годину.

## Епилог
Немци заједно са усташама након капитулације Италије девастирали су и запалили синагогу крајем јануара 1944. године, али зидови синагога тада нису срушени.
Остаци синагоге потпуно су уклоњени током крајем 1948. године, након што је Јеврејска заједница Југославије, након масовног егзодуса Јевреја из Ријека продала зграду Општини Ријека.
Наиме како је за потпуну обнову Велике ријечке синагоге, према процени требало око 9 милиона лира у периоду немаштине и масовног егзодуса Јевреја, новца за ту намену није било.
У августу 1948. године, Удружење јеврејских верских заједница из Београда, у улози правног наследника синагоге, продало је оштећену Велику синагогу тадашњем Окружном народном одбору Ријеке - као грађевински материјал, да би од тог новца одржавала јеврејска гробља расута по целој Југославији.
На месту Велике синагоге након уклањања њених остатака касније је никла вишеспратна стамбена зграда.